# Joel Basman
Joel Basman,  né le 23 janvier 1990 à Zurich, est un acteur suisse.

## Biographie
Joel Basman est le fils de Veronika et Menachem Basman, créateurs de mode.
En 2004 il a lancé sa carrière avec la série télévisée hebdomadaire « Lüthi und Blanc ». Il a étudié à European Film Actor School jusqu'en octobre 2008.

## Filmographie

### Cinéma
- 2006 : Cannabis de Niklaus Hilber : Remo
- 2007 : Breakout de Mike Eschmann : Silenzio
- 2008 : Happy New Year de Christoph Schaub : Oskar
- 2008 : L'Homme riche (Luftbusiness) de Dominique de Rivaz : Liocha
- 2010 : Pico de Philip Koch : Tommy
- 2011 : Hanna de Joe Wright : Razor
- 2012 : Dehors, c'est l'été (Draussen ist Sommer) de Friederike Jehn : Theo
- 2013 : Puppylove de Delphine Lehericey : Paul
- 2013 : Merci pour rien (Vielen Dank für nichts) de Stefan Hillebrand et Oliver Paulus : Valentin Frey
- 2014 : Monuments Men de George Clooney : un soldat allemand
- 2014 : L'Aube (Dawn) de Romed Wyder : Elisha
- 2014 : On est jeunes. On est forts. (Wir sind jung. Wir sind stark.) de Burhan Qurbani : Robbie
- 2015 : Les Oubliés (Under sandet) de Martin Zandvliet : Helmut Morbach
- 2015 : Le Temps des rêves (Als wir träumten) d'Andreas Dresen : Mark
- 2015 : Amnesia de Barbet Schroeder : Rudolfo
- 2016 : Late Shift de Tobias Weber : Sebastien
- 2016 : Paula de Christian Schwochow : Rainer Maria Rilke
- 2017 : Bye Bye Germany (Es war einmal in Deutschland...) de Sam Garbarski : Lubliner
- 2017 : Papillon de Michael Noer : Maturette
- 2017 : Dans la cour des grands (Es war einmal Indianerland) d'Ilker Çatak : Kondor
- 2018 : Kursk de Thomas Vinterberg : Leo
- 2018 : Le Formidable Envol de Motti Wolkenbruch (Wolkenbruchs wunderliche Reise in die Arme einer Schickse) de Michael Steiner : Motti Wolkenbruch
- 2019 : Une vie cachée (A Hidden Life) de Terrence Malick : un stagiaire militaire (non crédité)
- 2020 : La Liberté ou la Mort (Bis wir tot sind oder frei) d'Oliver Rihs (de) : Walter Stürm
- 2020 : Les Aventures d'un mathématicien (Adventures of a Mathematician) de Thorsten Klein : Edward Teller
- 2021 : La Colonie (Tides) de Tim Fehlbaum : Paling
- 2021 : Thomas le dissident (Lieber Thomas) d'Andreas Kleinert (de) : Klaus Brasch
- 2021 : Monte Verità de Stefan Jäger : Hermann Hesse
- 2021 : Le Joueur d'échecs (Schachnovelle) de Philipp Stölzl : Willem, le barman
- 2021 : The King's Man : Première Mission (The King's Man) de Matthew Vaughn : Gavrilo Princip

### Télévision

#### Série télévisée
- 2004 - 2006 : Lüthi und Blanc : Zizou Imboden
- 2024: Kafka: Franz Kafka

#### Téléfilms
- 2008 : Jimmie de Tobias Ineichen : Jimmie
- 2013 : Generation War (Unsere Mütter, unsere Väter) de Philipp Kadelbach : Bartel
- 2014 : Ziellos (téléfilm) de Niklaus Hilber : Pascal Saner
- 2015: Nussknacker und Mausekönig de Frank Stoye : Mausekönig

## Radio
- 2013 : Hattie Naylor: Ivan und die Hunde de Reto Ott (SRF)

## Distinctions
- 2008 : Schweizer Fernsehpreis
- 2008 : Shooting Stars de la Berlinale[2].